# Wereldkampioenschappen schaatsen afstanden 2012 - 1500 meter vrouwen
De 1500 meter vrouwen op de wereldkampioenschappen schaatsen afstanden 2012 werd gereden op 23 maart 2012 in het ijsstadion Thialf in Heerenveen, Nederland.
Ireen Wüst was de titelverdedigster. Drie van de zes wereldbekerwedstrijden dit seizoen werden gewonnen door Wüst, de andere drie (en het klassement) door Christine Nesbitt. Dit keer trok Christine Nesbitt aan het langste eind en werd wereldkampioene, voor Wüst en De Vries.

## Statistieken

### Uitslag
| #      | Naam                   | Land | Tijd       |
| ------ | ---------------------- | ---- | ---------- |
| Goud   | Christine Nesbitt      | CAN  | 1.56,07    |
| Zilver | Ireen Wüst             | NED  | 1.56,40    |
| Brons  | Linda de Vries         | NED  | 1.57,08    |
| 4      | Cindy Klassen          | CAN  | 1.57,30    |
| 5      | Jekaterina Lobysjeva   | RUS  | 1.58,13    |
| 6      | Diane Valkenburg       | NED  | 1.58,37    |
| 7      | Jekaterina Sjichova    | RUS  | 1.58,48    |
| 8      | Joelia Skokova         | RUS  | 1.58,66    |
| 9      | Miho Takagi            | JPN  | 1.58,84    |
| 10     | Natalia Czerwonka      | POL  | 1.58,88    |
| 11     | Brittany Schussler     | CAN  | 1.59,62    |
| 12     | Hege Bøkko             | NOR  | 1.59,92    |
| 13     | Ayaka Kikuchi          | JPN  | 1.59,96    |
| 14     | Karolína Erbanová      | CZE  | 2.00,17(6) |
| 15     | Noh Seon-yeong         | KOR  | 2.00,17(8) |
| 16     | Ida Njåtun             | NOR  | 2.00,34    |
| 17     | Jilleanne Rookard      | USA  | 2.00,41    |
| 18     | Katarzyna Woźniak      | POL  | 2.01,74    |
| 19     | Gabriele Hirschbichler | GER  | 2.01,91    |
| 20     | Lee Ju-youn            | KOR  | 2.02,13    |
| 21     | Luiza Złotkowska       | POL  | 2.02,17    |

### Loting
| Rit | Binnenbaan           | Buitenbaan             |
| --- | -------------------- | ---------------------- |
| 1   | Luiza Złotkowska     |                        |
| 2   | Lee Ju-youn          | Katarzyna Woźniak      |
| 3   | Jilleanne Rookard    | Noh Seon-yeong         |
| 4   | Ayaka Kikuchi        | Natalia Czerwonka      |
| 5   | Karolína Erbanová    | Gabriele Hirschbichler |
| 6   | Linda de Vries       | Cindy Klassen          |
| 7   | Hege Bøkko           | Miho Takagi            |
| 8   | Ida Njåtun           | Brittany Schussler     |
| 9   | Jekaterina Lobysjeva | Joelia Skokova         |
| 10  | Ireen Wüst           | Jekaterina Sjichova    |
| 11  | Christine Nesbitt    | Diane Valkenburg       |

1996 · 
1997 · 
1998 · 
1999 · 
2000 · 
2001 · 
2003 · 
2004 · 
2005 · 
2007 · 
2008 · 
2009 · 
2011 · 
2012 · 
2013 · 
2015 · 
2016 · 
2017 · 
2019 · 
2020 · 
2021 · 
2023 · 
2024 · 
2025